# Gnomulus sundaicus
Espèce
Synonymes
- Pelitnus sundaicus Schwendinger, 1992

Gnomulus sundaicus est une espèce d'opilions laniatores de la famille des Sandokanidae.

## Distribution
Cette espèce est endémique du Sarawak en Malaisie. Elle se rencontre vers Bau et Serian.

## Description
Le mâle holotype mesure 5,8 mm et la femelle paratype 5,9 mm.

## Systématique et taxinomie
Cette espèce a été décrite sous le protonyme Pelitnus sundaicus par Schwendinger en 1992. Elle est placée dans le genre Gnomulus par Martens et Schwendinger en 1998.

## Étymologie
Son nom d'espèce lui a été donné en référence au lieu de sa découverte, les Grandes îles de la Sonde.

## Publication originale
- Schwendinger, 1992 : « New Oncopodidae (Opiliones, Laniatores) from Southeast Asia. » Revue Suisse de Zoologie, vol. 99, no 1, p. 177–199 (texte intégral).